# Пивиха
Пивиха — гора, на которой расположен Ландшафтный заказник местного значения, изолированное повышение в пределах Кременчугского района Полтавской области. Расположена на левом берегу Днепра, неподалеку от южной окраины пгт Градижск. Высота горы (или холма) Пивиха — 168 м. Площадь природоохранной территории 165,2 га. Повышение образовалось в результате действия ледника системы Днепровского оледенения. 

## Геология
В обнажениях Пивихи присутствуют:
- мергель,
- глина,
- песок,
- кристаллический гипс.

В регионе только на территории Пивихи есть места выхода на дневную поверхность голубого мергеля — редкой известняковой породы, которая используется в строительстве.
В обрывах холма краеведы находят окаменелые останки растений и животных Ледникового периода. В частности — морских ежей, кораллов, моллюсков. Встречаются фрагменты костей крупных животных — мамонтов, шерстистых носорогов, северных оленей.

## История
Гора имеет долгую и славную историю. По преданию, когда-то здесь было поселение Пива, что принадлежало Пивам — русским боярам Переяславского княжества. В 1489 году великий князь Литовский и король Польши Казимир IV, всегда терпимый к православной вере, пожаловал земли и разные угодья, расположенные вокруг горы Пивихи, — Киевскому Пустынно-Николаевскому монастырю, монахи которого в XVI в. основали здесь Пивогорский (Пивгородский) Николаевский монастырь, ставший, в дальнейшем, одной из святынь Гетманщины. Вокруг монастыря выросло поселение Городище (ныне — Градижск).
Пивогорский монастырь-замок имел форму удлиненного четырёхугольника, который охватывал площадь в 5 десятин. Высокие курганы на четырёх его углах служили сторожевыми пунктами. Здесь постепенно были возведены две церкви, деревянные и каменные корпуса, кельи для монахов. У подножия Пивихи — несколько мельниц. Крутые склоны горы изрезанные глубокими ровчиками, залесённые деревьями и непроходимыми кустарниковыми зарослями, были убежищем для повстанцев гетмана Павлюка, а впоследствии — для казаков Богдана Хмельницкого. Позже монастырь-замок был разрушен. Но до XIX столетия дожила стоявшая на вершине Николаевская церковь, окруженная глубокими ярами и балками. На краю южной части крепостной насыпи заметны были следы каменного фундамента, на котором некогда стояла казачья дозорная башня.
В начале XX в. вокруг горы были ещё хорошо заметны древние могилы и курганы. Среди них:
- Бабичиха (на ней в старину стояла каменная баба),
- Лядовицкая могила (она же — Лядская),
- Гайдамачка,
- Близнецы и др.

В 1960 году Пивихе был присвоен статус историко-геологического заповедника, охраняемого законом После создания в конце 1960-х гг. Кременчугского водохранилища, гора Пивиха постепенно разрушается. Ежегодно вода поглощает на южном склоне горы около 7 квадратных метров берега. Люди находят остатки древних монастырских сооружений, которые вымываются днепровскими волнами. Теперь гора нуждается в срочных мерах защиты.
В 2008 году Пивиха представляла Полтавскую область на всеукраинском конкурсе «Семь природных чудес Украины». Эстетическая привлекательность горы Пивиха может поспорить с красотами Южного берега Крыма. К сожалению, со стороны посёлка Градижск, в ландшафте доминируют элементы антропогенного бэдленда.

## Научные исследования
Исследованием феномена горы Пивихи в конце XIX — начале XX вв. уделили внимание почти все известные учёные-геологи. В те времена гору Пивиху (вместе с такими известными природными объектами, как Каневские дислокации, Висачковский холм, гора Калитка) относили в состав «Линии Карпинского», которая объединяла в единую тектоническую цепь Карпаты, складчатый Донбасс (Донецкий кряж), Кавказ и даже Мангышлакский Каратау.
По мнению Д. Соболева, гора Пивиха является примером ледниковой препарации поверхности. Среди многочисленных работ о Пивихе в начале XX столетия выделяются публикации геологов В. Резниченко и Б. Личкова. Поздние (в начале 1970-х годов) обобщения были выполнены коллективом Института геологических наук (АН УССР-НАНУ). Относительно геоструктурной обусловленности дислокации горы Пивихи и ей подобных, в конце 1980-х годов было выдвинуто предположение об их связи с линейными морфоструктурними зонами, куда входят и различные дислоцированные участки долины Днепра.